# Alfredo Ghierra
Alfredo Juan Ghierra (* 31. August 1891 in Montevideo; † 16. November 1973 ebenda) war ein uruguayischer Fußballspieler.

## Verein
Mittelfeldspieler Ghierra gehörte mindestens 1923, 1924 und 1926 dem Kader des seinerzeit in der Primera División spielenden montevideanischen Vereins Universal Football Club an. 1925 verstärkte er das Team Nacional Montevideos bei dessen Europa-Tournee.

## Nationalmannschaft
Ghierra war Mitglied der uruguayischen A-Nationalmannschaft. Insgesamt absolvierte er von seinem Debüt am 4. November 1923 bis zu seinem letzten Spiel für die Celeste am 28. Oktober 1926 14 Länderspiele. Ein Tor erzielte er dabei nicht. Er feierte mit dem Kader der Celeste bei den Olympischen Sommerspielen 1924 seinen größten Karriereerfolg. Man wurde Olympiasieger, wozu er aktiv in vier Begegnungen beitrug. Auch nahm er mit der Nationalelf an der Südamerikameisterschaft 1923 (drei Einsätze), 1924 (drei Einsätze) und 1926 (ein Einsatz) teil. Bei allen drei Turnieren gewann Uruguay den Titel.

## Erfolge
- Olympiasieger 1924
- 3× Südamerikameister (1923, 1924, 1926)